# Liste des Premiers ministres de Finlande
Il y a eu 71 Premiers ministres de Finlande depuis 1917.

## Premiers ministres de Finlande
| Portrait          | Portrait          | Nom (vie)                         | PériodeÉlections             | PériodeÉlections                              | Parti                                           | Gouvernement       | Coalition                                         | Président (période)                                | Réf.   |  |
| ----------------- | ----------------- | --------------------------------- | ---------------------------- | --------------------------------------------- | ----------------------------------------------- | ------------------ | ------------------------------------------------- | -------------------------------------------------- | ------ |  |
|                   |                   | Pehr Evind Svinhufvud (1861–1944) | 27 novembre 1917             | 27 mai 1918                                   | NS                                              | 1. Svinhufvud I    | SP–NSP–ML–RKP (Gouvernement majoritaire)          | 1917–1919                                          | ,      |  |
| 1917              |                   | Pehr Evind Svinhufvud (1861–1944) |                              |                                               | NS                                              | 1. Svinhufvud I    | SP–NSP–ML–RKP (Gouvernement majoritaire)          | 1917–1919                                          | ,      |  |
|                   |                   | Juho Kusti Paasikivi (1870–1956)  | 27 mai 1918                  | 27 novembre 1918                              | SP                                              | 2. Paasikivi I     | SP/KOK–NSP/ED–ML–RKP (Gouvernement majoritaire)   | Pehr Evind Svinhufvud (1918)                       | ,      |  |
| —                 |                   | Juho Kusti Paasikivi (1870–1956)  |                              |                                               | SP                                              | 2. Paasikivi I     | SP/KOK–NSP/ED–ML–RKP (Gouvernement majoritaire)   | Pehr Evind Svinhufvud (1918)                       | ,      |  |
|                   |                   | Lauri Ingman (1868–1934)          | 27 novembre 1918             | 17 avril 1919                                 | Kok                                             | 3. Ingman I        | KOK–ED–RKP (Gouvernement minoritaire)             | Pehr Evind Svinhufvud (1918)                       | ,      |  |
| —                 |                   | Lauri Ingman (1868–1934)          |                              |                                               | Kok                                             | 3. Ingman I        | KOK–ED–RKP (Gouvernement minoritaire)             | Pehr Evind Svinhufvud (1918)                       | ,      |  |
|                   |                   | Kaarlo Castrén (1860–1938)        | 17 avril 1919                | 15 août 1919                                  | KE                                              | 4. K. Castrén      | ML–ED–RKP (Gouvernement minoritaire)              | Gustaf Mannerheim (1918–1919)                      | ,      |  |
| 1919              |                   | Kaarlo Castrén (1860–1938)        |                              |                                               | KE                                              | 4. K. Castrén      | ML–ED–RKP (Gouvernement minoritaire)              | Gustaf Mannerheim (1918–1919)                      | ,      |  |
|                   |                   | Juho Vennola (1872–1938)          | 15 août 1919                 | 15 mars 1920                                  | KE                                              | 5. Vennola I       | ML–ED (Gouvernement minoritaire)                  | Kaarlo Juho Ståhlberg (1919–1925)                  | ,      |  |
| —                 |                   | Juho Vennola (1872–1938)          |                              |                                               | KE                                              | 5. Vennola I       | ML–ED (Gouvernement minoritaire)                  | Kaarlo Juho Ståhlberg (1919–1925)                  | ,      |  |
|                   |                   | Rafael Erich (1879–1946)          | 15 mars 1920                 | 9 avril 1921                                  | Kok                                             | 6. Erich           | KOK–ML–ED–RKP (Gouvernement majoritaire)          | Kaarlo Juho Ståhlberg (1919–1925)                  | ,      |  |
| —                 |                   | Rafael Erich (1879–1946)          |                              |                                               | Kok                                             | 6. Erich           | KOK–ML–ED–RKP (Gouvernement majoritaire)          | Kaarlo Juho Ståhlberg (1919–1925)                  | ,      |  |
|                   |                   | Juho Vennola (1872–1938)          | 9 avril 1921                 | 2 juin 1922                                   | KE                                              | 7. Vennola II      | ML–ED (Gouvernement minoritaire)                  | Kaarlo Juho Ståhlberg (1919–1925)                  | ,      |  |
| —                 |                   | Juho Vennola (1872–1938)          |                              |                                               | KE                                              | 7. Vennola II      | ML–ED (Gouvernement minoritaire)                  | Kaarlo Juho Ståhlberg (1919–1925)                  | ,      |  |
|                   |                   | Aimo Kaarlo Cajander (1879–1943)  | 2 juin 1922                  | 14 novembre 1922                              | AM (Kok)                                        | 8. Cajander I      | virkamieshallitus                                 | Kaarlo Juho Ståhlberg (1919–1925)                  | ,      |  |
| —                 |                   | Aimo Kaarlo Cajander (1879–1943)  |                              |                                               | AM (Kok)                                        | 8. Cajander I      | virkamieshallitus                                 | Kaarlo Juho Ståhlberg (1919–1925)                  | ,      |  |
|                   |                   | Kyösti Kallio (1873–1940)         | 14 novembre 1922             | 18 janvier 1924                               | ML                                              | 9. Kallio I        | ML–ED (Gouvernement minoritaire)                  | Kaarlo Juho Ståhlberg (1919–1925)                  | ,      |  |
| 1922              |                   | Kyösti Kallio (1873–1940)         |                              |                                               | ML                                              | 9. Kallio I        | ML–ED (Gouvernement minoritaire)                  | Kaarlo Juho Ståhlberg (1919–1925)                  | ,      |  |
|                   |                   | Aimo Kaarlo Cajander (1879–1943)  | 18 janvier 1924              | 31 mai 1924                                   | AM (Kok)                                        | 10. Cajander II    | virkamieshallitus                                 | Kaarlo Juho Ståhlberg (1919–1925)                  | ,      |  |
| —                 |                   | Aimo Kaarlo Cajander (1879–1943)  |                              |                                               | AM (Kok)                                        | 10. Cajander II    | virkamieshallitus                                 | Kaarlo Juho Ståhlberg (1919–1925)                  | ,      |  |
|                   |                   | Lauri Ingman (1868–1934)          | 31 mai 1924                  | 31 mars 1925                                  | Kok                                             | 11. Ingman II      | KOK–ML–ED–RKP (Gouvernement majoritaire)          | Kaarlo Juho Ståhlberg (1919–1925)                  | ,      |  |
| 1924              |                   | Lauri Ingman (1868–1934)          |                              |                                               | Kok                                             | 11. Ingman II      | KOK–ML–ED–RKP (Gouvernement majoritaire)          | Kaarlo Juho Ståhlberg (1919–1925)                  | ,      |  |
|                   |                   | Antti Tulenheimo (1879–1952)      | 31 mars 1925                 | 31 décembre 1925                              | Kok                                             | 12. Tulenheimo     | KOK–ML (Gouvernement minoritaire)                 | Lauri Kristian Relander (1925–1931)                | ,      |  |
| —                 |                   | Antti Tulenheimo (1879–1952)      |                              |                                               | Kok                                             | 12. Tulenheimo     | KOK–ML (Gouvernement minoritaire)                 | Lauri Kristian Relander (1925–1931)                | ,      |  |
|                   |                   | Kyösti Kallio (1873–1940)         | 31 décembre 1925             | 13 décembre 1926                              | ML                                              | 13. Kallio II      | ML–KOK (Gouvernement minoritaire)                 | Lauri Kristian Relander (1925–1931)                | ,      |  |
| —                 |                   | Kyösti Kallio (1873–1940)         |                              |                                               | ML                                              | 13. Kallio II      | ML–KOK (Gouvernement minoritaire)                 | Lauri Kristian Relander (1925–1931)                | ,      |  |
|                   |                   | Väinö Tanner (1881–1966)          | 13 décembre 1926             | 17 décembre 1927                              | SD                                              | 14. Tanner         | SDP (Gouvernement minoritaire)                    | Lauri Kristian Relander (1925–1931)                | ,      |  |
| —                 |                   | Väinö Tanner (1881–1966)          |                              |                                               | SD                                              | 14. Tanner         | SDP (Gouvernement minoritaire)                    | Lauri Kristian Relander (1925–1931)                | ,      |  |
|                   |                   | Juho Sunila (1875–1936)           | 17 décembre 1927             | 22 décembre 1928                              | ML                                              | 15. Sunila I       | ML (Gouvernement minoritaire)                     | Lauri Kristian Relander (1925–1931)                | ,      |  |
| 1927              |                   | Juho Sunila (1875–1936)           |                              |                                               | ML                                              | 15. Sunila I       | ML (Gouvernement minoritaire)                     | Lauri Kristian Relander (1925–1931)                | ,      |  |
|                   |                   | Oskari Mantere (1874–1942)        | 22 décembre 1928             | 16 août 1929                                  | KE                                              | 16. Mantere        | ED (Gouvernement minoritaire)                     | Lauri Kristian Relander (1925–1931)                | ,      |  |
| —                 |                   | Oskari Mantere (1874–1942)        |                              |                                               | KE                                              | 16. Mantere        | ED (Gouvernement minoritaire)                     | Lauri Kristian Relander (1925–1931)                | ,      |  |
|                   |                   | Kyösti Kallio (1873–1940)         | 16 août 1929                 | 4 juillet 1930                                | ML                                              | 17. Kallio III     | ML (Gouvernement minoritaire)                     | Lauri Kristian Relander (1925–1931)                | ,      |  |
| 1929              |                   | Kyösti Kallio (1873–1940)         |                              |                                               | ML                                              | 17. Kallio III     | ML (Gouvernement minoritaire)                     | Lauri Kristian Relander (1925–1931)                | ,      |  |
|                   |                   | Pehr Evind Svinhufvud (1861–1944) | 4 juillet 1930               | 2 mars 1931                                   | Kok                                             | 18. Svinhufvud II  | ML–KOK–ED–RKP (Gouvernement majoritaire)          | Lauri Kristian Relander (1925–1931)                | ,      |  |
| 1930              |                   | Pehr Evind Svinhufvud (1861–1944) |                              |                                               | Kok                                             | 18. Svinhufvud II  | ML–KOK–ED–RKP (Gouvernement majoritaire)          | Lauri Kristian Relander (1925–1931)                | ,      |  |
|                   |                   | Juho Sunila (1875–1936)           | 21 mars 1931                 | 14 décembre 1932                              | ML                                              | 19. Sunila II      | ML–KOK–ED–RKP (Gouvernement majoritaire)          | Pehr Evind Svinhufvud (1931–1937)                  | ,      |  |
| —                 |                   | Juho Sunila (1875–1936)           |                              |                                               | ML                                              | 19. Sunila II      | ML–KOK–ED–RKP (Gouvernement majoritaire)          | Pehr Evind Svinhufvud (1931–1937)                  | ,      |  |
|                   |                   | Toivo Kivimäki (1886–1968)        | 14 décembre 1932             | 7 octobre 1936                                | KE                                              | 20. Kivimäki       | ML–ED–RKP (Gouvernement minoritaire)              | Pehr Evind Svinhufvud (1931–1937)                  | ,      |  |
| 1933 , 1936       |                   | Toivo Kivimäki (1886–1968)        |                              |                                               | KE                                              | 20. Kivimäki       | ML–ED–RKP (Gouvernement minoritaire)              | Pehr Evind Svinhufvud (1931–1937)                  | ,      |  |
|                   |                   | Kyösti Kallio (1873–1940)         | 7 octobre 1936               | 1 mars 1937                                   | ML                                              | 21. Kallio IV      | ML–ED (Gouvernement minoritaire)                  | Pehr Evind Svinhufvud (1931–1937)                  | ,      |  |
| —                 |                   | Kyösti Kallio (1873–1940)         |                              |                                               | ML                                              | 21. Kallio IV      | ML–ED (Gouvernement minoritaire)                  | Pehr Evind Svinhufvud (1931–1937)                  | ,      |  |
|                   |                   | Aimo Kaarlo Cajander (1879–1943)  | 12 mars 1937                 | 1 décembre 1939                               | KE                                              | 22. Cajander III   | SDP–ML–ED–RKP (Gouvernement majoritaire)          | Kyösti Kallio (1937–1940)                          | ,      |  |
| 1939              |                   | Aimo Kaarlo Cajander (1879–1943)  |                              |                                               | KE                                              | 22. Cajander III   | SDP–ML–ED–RKP (Gouvernement majoritaire)          | Kyösti Kallio (1937–1940)                          | ,      |  |
|                   |                   | Risto Ryti (1889–1956)            | 1 décembre 1939              | 27 mars 1940                                  | KE                                              | 23. Ryti I         | SDP–ML–ED–RKP (Gouvernement majoritaire)          | Kyösti Kallio (1937–1940)                          | ,      |  |
| 27 mars 1940      | 19 décembre 1940  | Risto Ryti (1889–1956)            | 24. Ryti II                  | SDP–ML–KOK–ED–RKP (Gouvernement majoritaire)  | KE                                              |                    |                                                   | Kyösti Kallio (1937–1940)                          | ,      |  |
| —                 |                   | Risto Ryti (1889–1956)            | 24. Ryti II                  | SDP–ML–KOK–ED–RKP (Gouvernement majoritaire)  | KE                                              |                    |                                                   | Kyösti Kallio (1937–1940)                          | ,      |  |
|                   |                   | Jukka Rangell (1894–1982)         | 3 janvier 1941               | 5 mars 1943                                   | KE                                              | 25. Rangell        | SDP–ML–KOK–RKP–ED–IKL (Gouvernement majoritaire)  | Risto Ryti (1940–1944)                             | [ 39 ] |  |
| —                 |                   | Jukka Rangell (1894–1982)         |                              |                                               | KE                                              | 25. Rangell        | SDP–ML–KOK–RKP–ED–IKL (Gouvernement majoritaire)  | Risto Ryti (1940–1944)                             | [ 39 ] |  |
|                   |                   | Edwin Linkomies (1894–1963)       | 5 mars 1943                  | 8 août 1944                                   | Kok                                             | 26. Linkomies      | KOK–SDP–ML–RKP–ED (Gouvernement majoritaire)      | Risto Ryti (1940–1944)                             | ,      |  |
| —                 |                   | Edwin Linkomies (1894–1963)       |                              |                                               | Kok                                             | 26. Linkomies      | KOK–SDP–ML–RKP–ED (Gouvernement majoritaire)      | Risto Ryti (1940–1944)                             | ,      |  |
|                   |                   | Antti Hackzell (1881–1946)        | 8 août 1944                  | 21 septembre 1944                             | AM (Kok)                                        | 27. Hackzell       | KOK–SDP–ML–RKP–ED (Gouvernement majoritaire)      | Gustaf Mannerheim (1944–1946)                      | ,      |  |
| —                 |                   | Antti Hackzell (1881–1946)        |                              |                                               | AM (Kok)                                        | 27. Hackzell       | KOK–SDP–ML–RKP–ED (Gouvernement majoritaire)      | Gustaf Mannerheim (1944–1946)                      | ,      |  |
|                   |                   | Urho Castrén (1886–1965)          | 21 septembre 1944            | 17 novembre 1944                              | Kok                                             | 28. U. Castrén     | KOK–SDP–ML–RKP–ED (Gouvernement majoritaire)      | Gustaf Mannerheim (1944–1946)                      | [ 44 ] |  |
| —                 |                   | Urho Castrén (1886–1965)          |                              |                                               | Kok                                             | 28. U. Castrén     | KOK–SDP–ML–RKP–ED (Gouvernement majoritaire)      | Gustaf Mannerheim (1944–1946)                      | [ 44 ] |  |
|                   |                   | Juho Kusti Paasikivi (1870–1956)  | 17 novembre 1944             | 17 avril 1945                                 | AM (Kok)                                        | 29. Paasikivi II   | SDP–SKDL–ML–ED–RKP (Gouvernement majoritaire)     | Gustaf Mannerheim (1944–1946)                      | ,      |  |
| 17 avril 1945     | 11 mars 1946      | Juho Kusti Paasikivi (1870–1956)  | 30. Paasikivi III            | SDP–SKDL–ML–ED–RKP (Gouvernement majoritaire) | AM (Kok)                                        |                    |                                                   | Gustaf Mannerheim (1944–1946)                      | ,      |  |
| 1945              |                   | Juho Kusti Paasikivi (1870–1956)  | 30. Paasikivi III            | SDP–SKDL–ML–ED–RKP (Gouvernement majoritaire) | AM (Kok)                                        |                    |                                                   | Gustaf Mannerheim (1944–1946)                      | ,      |  |
|                   |                   | Mauno Pekkala (1890–1952)         | 26 mars 1946                 | 29 juillet 1948                               | SKDL                                            | 31. Pekkala        | SKDL–SDP–ML–RKP (Gouvernement majoritaire)        | Juho Kusti Paasikivi (1946–1956)                   | ,      |  |
| —                 |                   | Mauno Pekkala (1890–1952)         |                              |                                               | SKDL                                            | 31. Pekkala        | SKDL–SDP–ML–RKP (Gouvernement majoritaire)        | Juho Kusti Paasikivi (1946–1956)                   | ,      |  |
|                   |                   | K.-A. Fagerholm (1901–1984)       | 29 juillet 1948              | 17 mars 1950                                  | SD                                              | 32. Fagerholm I    | SDP (Gouvernement minoritaire)                    | Juho Kusti Paasikivi (1946–1956)                   | ,      |  |
| 1948              |                   | K.-A. Fagerholm (1901–1984)       |                              |                                               | SD                                              | 32. Fagerholm I    | SDP (Gouvernement minoritaire)                    | Juho Kusti Paasikivi (1946–1956)                   | ,      |  |
|                   |                   | Urho Kekkonen (1900–1986)         | 17 mars 1950                 | 17 janvier 1951                               | ML                                              | 33. Kekkonen I     | ML–RKP–ED (Gouvernement minoritaire)              | Juho Kusti Paasikivi (1946–1956)                   | ,      |  |
| 17 janvier 1951   | 20 septembre 1951 | Urho Kekkonen (1900–1986)         | 34. Kekkonen II              | ML–SDP–RKP–ED (Gouvernement majoritaire)      | ML                                              |                    |                                                   | Juho Kusti Paasikivi (1946–1956)                   | ,      |  |
| 20 septembre 1951 | 9 juillet 1953    | Urho Kekkonen (1900–1986)         | 35. Kekkonen III             | ML–SDP–RKP (Gouvernement majoritaire)         | ML                                              |                    |                                                   | Juho Kusti Paasikivi (1946–1956)                   | ,      |  |
| 9 juillet 1953    | 17 novembre 1953  | Urho Kekkonen (1900–1986)         | 36. Kekkonen IV              | ML–RKP (Gouvernement minoritaire)             | ML                                              |                    |                                                   | Juho Kusti Paasikivi (1946–1956)                   | ,      |  |
| 1951              |                   | Urho Kekkonen (1900–1986)         | 36. Kekkonen IV              | ML–RKP (Gouvernement minoritaire)             | ML                                              |                    |                                                   | Juho Kusti Paasikivi (1946–1956)                   | ,      |  |
|                   |                   | Sakari Tuomioja (1911–1964)       | 17 novembre 1953             | 5 mai 1954                                    | VM                                              | 37. Tuomioja       | virkamieshallitus                                 | Juho Kusti Paasikivi (1946–1956)                   | [ 56 ] |  |
| —                 |                   | Sakari Tuomioja (1911–1964)       |                              |                                               | VM                                              | 37. Tuomioja       | virkamieshallitus                                 | Juho Kusti Paasikivi (1946–1956)                   | [ 56 ] |  |
|                   |                   | Ralf Törngren (1899–1961)         | 5 mai 1954                   | 20 octobre 1954                               | RKP                                             | 38. Törngren       | SDP–ML–RKP (Gouvernement majoritaire)             | Juho Kusti Paasikivi (1946–1956)                   | [ 57 ] |  |
| 1954              |                   | Ralf Törngren (1899–1961)         |                              |                                               | RKP                                             | 38. Törngren       | SDP–ML–RKP (Gouvernement majoritaire)             | Juho Kusti Paasikivi (1946–1956)                   | [ 57 ] |  |
|                   |                   | Urho Kekkonen (1900–1986)         | 20 octobre 1954              | 1 mars 1956                                   | ML                                              | 39. Kekkonen V     | ML–SDP (Gouvernement majoritaire)                 | Juho Kusti Paasikivi (1946–1956)                   | ,      |  |
| —                 |                   | Urho Kekkonen (1900–1986)         |                              |                                               | ML                                              | 39. Kekkonen V     | ML–SDP (Gouvernement majoritaire)                 | Juho Kusti Paasikivi (1946–1956)                   | ,      |  |
|                   |                   | K.-A. Fagerholm (1901–1984)       | 3 mars 1956                  | 27 mai 1957                                   | SD                                              | 40. Fagerholm II   | SDP–ML–RKP (Gouvernement majoritaire)             | Urho Kekkonen (1956–1982)                          | ,      |  |
| —                 |                   | K.-A. Fagerholm (1901–1984)       |                              |                                               | SD                                              | 40. Fagerholm II   | SDP–ML–RKP (Gouvernement majoritaire)             | Urho Kekkonen (1956–1982)                          | ,      |  |
|                   |                   | V. J. Sukselainen (1906–1995)     | 27 mai 1957                  | 29 novembre 1957                              | ML                                              | 41. Sukselainen I  | ML–RKP–KP–TPSL (Gouvernement majoritaire)         | Urho Kekkonen (1956–1982)                          | ,      |  |
| —                 |                   | V. J. Sukselainen (1906–1995)     |                              |                                               | ML                                              | 41. Sukselainen I  | ML–RKP–KP–TPSL (Gouvernement majoritaire)         | Urho Kekkonen (1956–1982)                          | ,      |  |
|                   |                   | Rainer von Fieandt (1890–1972)    | 29 novembre 1957             | 26 avril 1958                                 | AM                                              | 42. von Fieandt    | virkamieshallitus                                 | Urho Kekkonen (1956–1982)                          | [ 62 ] |  |
| —                 |                   | Rainer von Fieandt (1890–1972)    |                              |                                               | AM                                              | 42. von Fieandt    | virkamieshallitus                                 | Urho Kekkonen (1956–1982)                          | [ 62 ] |  |
|                   |                   | Reino Kuuskoski (1907–1965)       | 26 avril 1958                | 29 août 1958                                  | ML                                              | 43. Kuuskoski      | virkamieshallitus                                 | Urho Kekkonen (1956–1982)                          | [ 63 ] |  |
| —                 |                   | Reino Kuuskoski (1907–1965)       |                              |                                               | ML                                              | 43. Kuuskoski      | virkamieshallitus                                 | Urho Kekkonen (1956–1982)                          | [ 63 ] |  |
|                   |                   | K.-A. Fagerholm (1901–1984)       | 29 août 1958                 | 13 janvier 1959                               | SD                                              | 44. Fagerholm III  | SDP–ML–KOK–RKP–KP (Gouvernement majoritaire)      | Urho Kekkonen (1956–1982)                          | ,      |  |
| 1958              |                   | K.-A. Fagerholm (1901–1984)       |                              |                                               | SD                                              | 44. Fagerholm III  | SDP–ML–KOK–RKP–KP (Gouvernement majoritaire)      | Urho Kekkonen (1956–1982)                          | ,      |  |
|                   |                   | V. J. Sukselainen (1906–1995)     | 13 janvier 1959              | 14 juillet 1961                               | ML                                              | 45. Sukselainen II | ML–RKP (Gouvernement minoritaire)                 | Urho Kekkonen (1956–1982)                          | ,      |  |
| —                 |                   | V. J. Sukselainen (1906–1995)     |                              |                                               | ML                                              | 45. Sukselainen II | ML–RKP (Gouvernement minoritaire)                 | Urho Kekkonen (1956–1982)                          | ,      |  |
|                   |                   | Martti Miettunen (1907–2002)      | 14 juillet 1961              | 13 avril 1962                                 | ML                                              | 46. Miettunen I    | ML (Gouvernement minoritaire)                     | Urho Kekkonen (1956–1982)                          | ,      |  |
| —                 |                   | Martti Miettunen (1907–2002)      |                              |                                               | ML                                              | 46. Miettunen I    | ML (Gouvernement minoritaire)                     | Urho Kekkonen (1956–1982)                          | ,      |  |
|                   |                   | Ahti Karjalainen (1923–1990)      | 13 avril 1962                | 18 décembre 1963                              | ML                                              | 47. Karjalainen I  | ML–KOK–RKP–KP–TPSL (Gouvernement majoritaire)     | Urho Kekkonen (1956–1982)                          | ,      |  |
| 1962              |                   | Ahti Karjalainen (1923–1990)      |                              |                                               | ML                                              | 47. Karjalainen I  | ML–KOK–RKP–KP–TPSL (Gouvernement majoritaire)     | Urho Kekkonen (1956–1982)                          | ,      |  |
|                   |                   | Reino Ragnar Lehto (1898–1966)    | 18 décembre 1963             | 12 septembre 1964                             | AM                                              | 48. Lehto          | virkamieshallitus                                 | Urho Kekkonen (1956–1982)                          | [ 70 ] |  |
| —                 |                   | Reino Ragnar Lehto (1898–1966)    |                              |                                               | AM                                              | 48. Lehto          | virkamieshallitus                                 | Urho Kekkonen (1956–1982)                          | [ 70 ] |  |
|                   |                   | Johannes Virolainen (1914–2000)   | 12 septembre 1964            | 27 mai 1966                                   | ML ↓ Kesk                                       | 49. Virolainen     | ML–KOK–RKP–KP (Gouvernement majoritaire)          | Urho Kekkonen (1956–1982)                          | ,      |  |
| —                 |                   | Johannes Virolainen (1914–2000)   |                              |                                               | ML ↓ Kesk                                       | 49. Virolainen     | ML–KOK–RKP–KP (Gouvernement majoritaire)          | Urho Kekkonen (1956–1982)                          | ,      |  |
|                   |                   | Rafael Paasio (1903–1980)         | 27 mai 1966                  | 22 mars 1968                                  | SD                                              | 50. Paasio I       | SDP–KESK–SKDL–TPSL (Gouvernement majoritaire)     | Urho Kekkonen (1956–1982)                          | ,      |  |
| 1966              |                   | Rafael Paasio (1903–1980)         |                              |                                               | SD                                              | 50. Paasio I       | SDP–KESK–SKDL–TPSL (Gouvernement majoritaire)     | Urho Kekkonen (1956–1982)                          | ,      |  |
|                   |                   | Mauno Koivisto (1923–2017)        | 22 mars 1968                 | 14 mai 1970                                   | SD                                              | 51. Koivisto I     | SDP–KESK–SKDL–TPSL–RKP (Gouvernement majoritaire) | Urho Kekkonen (1956–1982)                          | [ 75 ] |  |
| —                 |                   | Mauno Koivisto (1923–2017)        |                              |                                               | SD                                              | 51. Koivisto I     | SDP–KESK–SKDL–TPSL–RKP (Gouvernement majoritaire) | Urho Kekkonen (1956–1982)                          | [ 75 ] |  |
|                   |                   | Teuvo Aura (1912–1999)            | 14 mai 1970                  | 15 août 1970                                  | AM (LK)                                         | 52. Aura I         | virkamieshallitus                                 | Urho Kekkonen (1956–1982)                          | [ 76 ] |  |
| —                 |                   | Teuvo Aura (1912–1999)            |                              |                                               | AM (LK)                                         | 52. Aura I         | virkamieshallitus                                 | Urho Kekkonen (1956–1982)                          | [ 76 ] |  |
|                   |                   | Ahti Karjalainen (1923–1990)      | 15 août 1970                 | 29 octobre 1971                               | Kesk                                            | 53. Karjalainen II | KESK–SDP–SKDL–RKP–LKP (Gouvernement majoritaire)  | Urho Kekkonen (1956–1982)                          | ,      |  |
| 1970              |                   | Ahti Karjalainen (1923–1990)      |                              |                                               | Kesk                                            | 53. Karjalainen II | KESK–SDP–SKDL–RKP–LKP (Gouvernement majoritaire)  | Urho Kekkonen (1956–1982)                          | ,      |  |
|                   |                   | Teuvo Aura (1912–1999)            | 29 octobre 1971              | 23 février 1972                               | AM (LK)                                         | 54. Aura II        | virkamieshallitus                                 | Urho Kekkonen (1956–1982)                          | [ 78 ] |  |
| —                 |                   | Teuvo Aura (1912–1999)            |                              |                                               | AM (LK)                                         | 54. Aura II        | virkamieshallitus                                 | Urho Kekkonen (1956–1982)                          | [ 78 ] |  |
|                   |                   | Rafael Paasio (1903–1980)         | 23 février 1972              | 4 septembre 1972                              | SD                                              | 55. Paasio II      | SDP (Gouvernement minoritaire)                    | Urho Kekkonen (1956–1982)                          | ,      |  |
| 1972              |                   | Rafael Paasio (1903–1980)         |                              |                                               | SD                                              | 55. Paasio II      | SDP (Gouvernement minoritaire)                    | Urho Kekkonen (1956–1982)                          | ,      |  |
|                   |                   | Kalevi Sorsa (1930–2004)          | 4 septembre 1972             | 13 juin 1975                                  | SD                                              | 56. Sorsa I        | SDP–KESK–RKP–LKP (Gouvernement majoritaire)       | Urho Kekkonen (1956–1982)                          | ,      |  |
| —                 |                   | Kalevi Sorsa (1930–2004)          |                              |                                               | SD                                              | 56. Sorsa I        | SDP–KESK–RKP–LKP (Gouvernement majoritaire)       | Urho Kekkonen (1956–1982)                          | ,      |  |
|                   |                   | Keijo Liinamaa (1929–1980)        | 13 juillet 1975              | 30 novembre 1975                              | AM                                              | 57. Liinamaa       | virkamieshallitus                                 | Urho Kekkonen (1956–1982)                          | [ 82 ] |  |
| —                 |                   | Keijo Liinamaa (1929–1980)        |                              |                                               | AM                                              | 57. Liinamaa       | virkamieshallitus                                 | Urho Kekkonen (1956–1982)                          | [ 82 ] |  |
|                   |                   | Martti Miettunen (1907–2002)      | 30 novembre 1975             | 29 septembre 1976                             | Kesk                                            | 58. Miettunen II   | SDP–KESK–SKDL–RKP–LKP (Gouvernement majoritaire)  | Urho Kekkonen (1956–1982)                          | ,      |  |
| 29 septembre 1976 | 15 mai 1977       | Martti Miettunen (1907–2002)      | 59. Miettunen III            | KESK–RKP–LKP (Gouvernement minoritaire)       | Kesk                                            |                    |                                                   | Urho Kekkonen (1956–1982)                          | ,      |  |
| 1975              |                   | Martti Miettunen (1907–2002)      | 59. Miettunen III            | KESK–RKP–LKP (Gouvernement minoritaire)       | Kesk                                            |                    |                                                   | Urho Kekkonen (1956–1982)                          | ,      |  |
|                   |                   | Kalevi Sorsa (1930–2004)          | 15 mai 1977                  | 26 mai 1979                                   | SD                                              | 60. Sorsa II       | SDP–KESK–SKDL–RKP–LKP (Gouvernement majoritaire)  | Urho Kekkonen (1956–1982)                          | ,      |  |
| —                 |                   | Kalevi Sorsa (1930–2004)          |                              |                                               | SD                                              | 60. Sorsa II       | SDP–KESK–SKDL–RKP–LKP (Gouvernement majoritaire)  | Urho Kekkonen (1956–1982)                          | ,      |  |
|                   |                   | Mauno Koivisto (1923–2017)        | 26 mai 1979                  | 26 janvier 1982                               | SD                                              | 61. Koivisto II    | SDP–KESK–SKDL–RKP (Gouvernement majoritaire)      | Urho Kekkonen (1956–1982)                          | [ 86 ] |  |
| 1979              |                   | Mauno Koivisto (1923–2017)        |                              |                                               | SD                                              | 61. Koivisto II    | SDP–KESK–SKDL–RKP (Gouvernement majoritaire)      | Urho Kekkonen (1956–1982)                          | [ 86 ] |  |
|                   |                   | Kalevi Sorsa (1930–2004)          | 19 février 1982              | 6 mai 1983                                    | SD                                              | 62. Sorsa III      | SDP–KESK–SKDL–RKP (Gouvernement majoritaire)      | Mauno Koivisto (1982–1994)                         | ,      |  |
| 6 mai 1983        | 30 avril 1987     | Kalevi Sorsa (1930–2004)          | 63. Sorsa IV                 | SDP–KESK–RKP–SMP (Gouvernement majoritaire)   | SD                                              |                    |                                                   | Mauno Koivisto (1982–1994)                         | ,      |  |
| 1983              |                   | Kalevi Sorsa (1930–2004)          | 63. Sorsa IV                 | SDP–KESK–RKP–SMP (Gouvernement majoritaire)   | SD                                              |                    |                                                   | Mauno Koivisto (1982–1994)                         | ,      |  |
|                   |                   | Harri Holkeri (1937–2011)         | 30 avril 1987                | 26 avril 1991                                 | Kok                                             | 64. Holkeri        | KOK–SDP–RKP–SMP (Gouvernement majoritaire)        | Mauno Koivisto (1982–1994)                         | ,      |  |
| 1987              |                   | Harri Holkeri (1937–2011)         |                              |                                               | Kok                                             | 64. Holkeri        | KOK–SDP–RKP–SMP (Gouvernement majoritaire)        | Mauno Koivisto (1982–1994)                         | ,      |  |
|                   |                   | Esko Aho (1954-)                  | 26 avril 1991                | 13 avril 1995                                 | Kesk                                            | 65. Aho            | KESK–KOK–RKP–KD (Gouvernement majoritaire)        | Mauno Koivisto (1982–1994)                         | ,      |  |
| 1991              | 1991              | Esko Aho (1954-)                  | Martti Ahtisaari (1994–2000) |                                               | Kesk                                            | 65. Aho            | KESK–KOK–RKP–KD (Gouvernement majoritaire)        |                                                    | ,      |  |
|                   |                   | Paavo Lipponen (1941-)            | Martti Ahtisaari (1994–2000) | 13 avril 1995                                 | 15 avril 1999                                   | SD                 | 66. Lipponen I                                    | SDP–KOK–RKP–VAS–VIHR (Gouvernement majoritaire)    | ,      |  |
| 15 avril 1999     | 17 avril 2003     | Paavo Lipponen (1941-)            | Martti Ahtisaari (1994–2000) | 67. Lipponen II                               | SDP–KOK–RKP–VAS–VIHR (Gouvernement majoritaire) | SD                 |                                                   |                                                    | ,      |  |
| 1995 1999         | 1995 1999         | Paavo Lipponen (1941-)            | Tarja Halonen (2000–2012)    | 67. Lipponen II                               | SDP–KOK–RKP–VAS–VIHR (Gouvernement majoritaire) | SD                 |                                                   |                                                    | ,      |  |
|                   |                   | Anneli Jäätteenmäki (1955-)       | Tarja Halonen (2000–2012)    | 17 avril 2003                                 | 24 juin 2003                                    | Kesk               | 68. Jäätteenmäki                                  | KESK–SDP–RKP (Gouvernement majoritaire)            | ,      |  |
| 2003              |                   | Anneli Jäätteenmäki (1955-)       | Tarja Halonen (2000–2012)    |                                               |                                                 | Kesk               | 68. Jäätteenmäki                                  | KESK–SDP–RKP (Gouvernement majoritaire)            | ,      |  |
|                   |                   | Matti Vanhanen (1955-)            | Tarja Halonen (2000–2012)    | 24 juin 2003                                  | 19 avril 2007                                   | Kesk               | 69. Vanhanen I                                    | KESK–SDP–RKP (Gouvernement majoritaire)            | ,      |  |
| 19 avril 2007     | 22 juin 2010      | Matti Vanhanen (1955-)            | Tarja Halonen (2000–2012)    | 70. Vanhanen II                               | KESK–KOK–RKP–VIHR (Gouvernement majoritaire)    | Kesk               |                                                   |                                                    | ,      |  |
| 2007              |                   | Matti Vanhanen (1955-)            | Tarja Halonen (2000–2012)    | 70. Vanhanen II                               | KESK–KOK–RKP–VIHR (Gouvernement majoritaire)    | Kesk               |                                                   |                                                    | ,      |  |
|                   |                   | Mari Kiviniemi (1968-)            | Tarja Halonen (2000–2012)    | 22 juin 2010                                  | 22 juin 2011                                    | Kesk               | 71. Kiviniemi                                     | KESK–KOK–RKP–VIHR (Gouvernement majoritaire)       | ,      |  |
| —                 |                   | Mari Kiviniemi (1968-)            | Tarja Halonen (2000–2012)    |                                               |                                                 | Kesk               | 71. Kiviniemi                                     | KESK–KOK–RKP–VIHR (Gouvernement majoritaire)       | ,      |  |
|                   |                   | Jyrki Katainen (1971-)            | Tarja Halonen (2000–2012)    | 22 juin 2011                                  | 24 juin 2014                                    | Kok                | 72. Katainen                                      | KOK–SDP–RKP–VAS–VIHR–KD (Gouvernement majoritaire) | ,      |  |
| 2011              | 2011              | Jyrki Katainen (1971-)            | Sauli Niinistö (2012-)       |                                               |                                                 | Kok                | 72. Katainen                                      | KOK–SDP–RKP–VAS–VIHR–KD (Gouvernement majoritaire) | ,      |  |
|                   |                   | Alexander Stubb (1968-)           | Sauli Niinistö (2012-)       | 24 juin 2014                                  | 29 mai 2015                                     | Kok                | 73. Stubb                                         | KOK–SDP–RKP–VIHR–KD (Gouvernement majoritaire)     | ,      |  |
| —                 |                   | Alexander Stubb (1968-)           | Sauli Niinistö (2012-)       |                                               |                                                 | Kok                | 73. Stubb                                         | KOK–SDP–RKP–VIHR–KD (Gouvernement majoritaire)     | ,      |  |
|                   |                   | Juha Sipilä (1961-)               | Sauli Niinistö (2012-)       | 29 mai 2015                                   | 6 juin 2019                                     | Kesk               | 74. Sipilä                                        | KESK–KOK–PS/SIN (Gouvernement majoritaire)         | ,      |  |
| 2015              |                   | Juha Sipilä (1961-)               | Sauli Niinistö (2012-)       |                                               |                                                 | Kesk               | 74. Sipilä                                        | KESK–KOK–PS/SIN (Gouvernement majoritaire)         | ,      |  |
|                   |                   | Antti Rinne (1962-)               | Sauli Niinistö (2012-)       | 6 juin 2019                                   | 10 décembre 2019                                | SD                 | 75. Rinne                                         | SDP–KESK–VIHR–VAS–RKP (Gouvernement majoritaire)   | ,      |  |
| 2019              |                   | Antti Rinne (1962-)               | Sauli Niinistö (2012-)       |                                               |                                                 | SD                 | 75. Rinne                                         | SDP–KESK–VIHR–VAS–RKP (Gouvernement majoritaire)   | ,      |  |
|                   |                   | Sanna Marin (1985-)               | Sauli Niinistö (2012-)       | 10 décembre 2019                              | 20 juin 2023                                    | SD                 | 76. Marin                                         | SDP–KESK–VIHR–VAS–RKP (Gouvernement majoritaire)   | ,      |  |
| —                 |                   | Sanna Marin (1985-)               | Sauli Niinistö (2012-)       |                                               |                                                 | SD                 | 76. Marin                                         | SDP–KESK–VIHR–VAS–RKP (Gouvernement majoritaire)   | ,      |  |
|                   |                   | Petteri Orpo (1969-)              | Sauli Niinistö (2012-)       | 20 juin 2023                                  | en cours                                        | Kok                | 77. Orpo                                          | Kok-PS-SFP-KD (Gouvernement majoritaire)           |        |  |

## Premiers ministres par période
| N°   | Période     | Premier ministre      | Parti | Parti                                   |
| ---- | ----------- | --------------------- | ----- | --------------------------------------- |
| 1    | 1917-1918   | Pehr Evind Svinhufvud |       | Parti finlandais                        |
| 2    | 1918        | Juho Kusti Paasikivi  |       | Parti finlandais                        |
| 3    | 1918-1919   | Lauri Ingman          |       | Parti de la coalition nationale         |
| 4    | 1919        | Kaarlo Castrén        |       | Parti progressiste national             |
| 5    | 1919-1920   | Juho Vennola          |       | Parti progressiste national             |
| 6    | 1920-1921   | Rafael Erich          |       | Parti de la coalition nationale         |
| (5)  | 1921-1922   | Juho Vennola          |       | Parti progressiste national             |
| 7    | 1922        | Aimo Kaarlo Cajander  |       | Indépendant                             |
| 8    | 1922-1924   | Kyösti Kallio         |       | Ligue agrarienne                        |
| (7)  | 1924        | Aimo Kaarlo Cajander  |       | Indépendant                             |
| (3)  | 1924-1925   | Lauri Ingman          |       | Parti de la coalition nationale         |
| 9    | 1925        | Antti Tulenheimo      |       | Parti de la coalition nationale         |
| (8)  | 1925-1926   | Kyösti Kallio         |       | Ligue agrarienne                        |
| 10   | 1926-1927   | Väinö Tanner          |       | Parti social-démocrate                  |
| 11   | 1927-1928   | Juho Sunila           |       | Ligue agrarienne                        |
| 12   | 1928-1929   | Oskari Mantere        |       | Parti progressiste national             |
| (8)  | 1929-1930   | Kyösti Kallio         |       | Ligue agrarienne                        |
| (1)  | 1930-1931   | Pehr Evind Svinhufvud |       | Parti de la coalition nationale         |
| (11) | 1931-1932   | Juho Sunila           |       | Ligue agrarienne                        |
| 13   | 1932-1936   | Toivo Mikael Kivimäki |       | Parti progressiste national             |
| (8)  | 1936-1937   | Kyösti Kallio         |       | Ligue agrarienne                        |
| (7)  | 1937-1939   | Aimo Kaarlo Cajander  |       | Parti progressiste national             |
| 14   | 1939-1940   | Risto Ryti            |       | Parti progressiste national             |
| 15   | 1941-1943   | Johan Wilhelm Rangell |       | Parti progressiste national             |
| 16   | 1943-1944   | Edwin Linkomies       |       | Parti de la coalition nationale         |
| 17   | 1944        | Antti Hackzell        |       | Indépendant                             |
| 18   | 1944        | Urho Castrén          |       | Parti de la coalition nationale         |
| (2)  | 1944-1946   | Juho Kusti Paasikivi  |       | Parti de la coalition nationale         |
| 19   | 1946-1948   | Mauno Pekkala         |       | Ligue démocratique du peuple finlandais |
| 20   | 1948-1950   | Karl-August Fagerholm |       | Parti social-démocrate                  |
| 21   | 1950-1953   | Urho Kekkonen         |       | Ligue agrarienne                        |
| 22   | 1953-1954   | Sakari Tuomioja       |       | Indépendant                             |
| 23   | 1954        | Ralf Törngren         |       | Parti populaire suédois                 |
| (21) | 1954-1956   | Urho Kekkonen         |       | Ligue agrarienne                        |
| (20) | 1956-1957   | Karl-August Fagerholm |       | Parti social-démocrate                  |
| 24   | 1957        | V. J. Sukselainen     |       | Ligue agrarienne                        |
| 25   | 1957-1958   | Rainer von Fieandt    |       | Indépendant                             |
| 26   | 1958        | Reino Kuuskoski       |       | Indépendant                             |
| (20) | 1958-1959   | Karl-August Fagerholm |       | Parti social-démocrate                  |
| (24) | 1959-1961   | V. J. Sukselainen     |       | Ligue agrarienne                        |
| 27   | 1961-1962   | Martti Miettunen      |       | Ligue agrarienne                        |
| 28   | 1962-1963   | Ahti Karjalainen      |       | Ligue agrarienne                        |
| 29   | 1963-1964   | Reino Ragnar Lehto    |       | Indépendant                             |
| 30   | 1964-1966   | Johannes Virolainen   |       | Parti du centre                         |
| 31   | 1966-1968   | Rafael Paasio         |       | Parti social-démocrate                  |
| 32   | 1968-1970   | Mauno Koivisto        |       | Parti social-démocrate                  |
| 33   | 1970        | Teuvo Aura            |       | Indépendant                             |
| (28) | 1970-1971   | Ahti Karjalainen      |       | Parti du centre                         |
| (33) | 1971-1972   | Teuvo Aura            |       | Indépendant                             |
| (31) | 1972        | Rafael Paasio         |       | Parti social-démocrate                  |
| 34   | 1972-1975   | Kalevi Sorsa          |       | Parti social-démocrate                  |
| 35   | 1975        | Keijo Liinamaa        |       | Indépendant                             |
| (27) | 1975-1977   | Martti Miettunen      |       | Parti du centre                         |
| (34) | 1977-1979   | Kalevi Sorsa          |       | Parti social-démocrate                  |
| (32) | 1979-1982   | Mauno Koivisto        |       | Parti social-démocrate                  |
| (34) | 1982-1987   | Kalevi Sorsa          |       | Parti social-démocrate                  |
| 36   | 1987-1991   | Harri Holkeri         |       | Parti de la coalition nationale         |
| 37   | 1991-1995   | Esko Aho              |       | Parti du centre                         |
| 38   | 1995-2003   | Paavo Lipponen        |       | Parti social-démocrate                  |
| 39   | 2003        | Anneli Jäätteenmäki   |       | Parti du centre                         |
| 40   | 2003-2010   | Matti Vanhanen        |       | Parti du centre                         |
| 41   | 2010-2011   | Mari Kiviniemi        |       | Parti du centre                         |
| 42   | 2011-2014   | Jyrki Katainen        |       | Parti de la coalition nationale         |
| 43   | 2014-2015   | Alexander Stubb       |       | Parti de la coalition nationale         |
| 44   | 2015-2019   | Juha Sipilä           |       | Parti du centre                         |
| 45   | 2019        | Antti Rinne           |       | Parti social-démocrate                  |
| 46   | 2019-2023   | Sanna Marin           |       | Parti social-démocrate                  |
| 47   | Depuis 2023 | Petteri Orpo          |       | Parti de la coalition nationale         |